# Lahr
Lahr je grad u zapadnom Baden-Württembergu u Njemačkoj, otprilike 50 km sjeverno od Freiburga, 40 km jugoistočno od Strasbourga i 95 km jugozapadno od Karlsruhea. Drugi je, nakon Offenburga, po veličini grad u okrugu Ortenauu, a služi kao srednje ekonomsko središte za gradove Ettenheim, Friesenheim, Kappel-Grafenhausen, Kippenheim, Mahlberg, Meißenheim, Ringsheim, Rust, Schuttertal, Schwanau i Seelbach.
Stanovništvo Lahra prešlo je granicu od 20 000 sredinom 1950-ih. Kad je novo tijelo općinskog zakona za Baden-Württemberg stupilo na snagu 1. travnja 1956. godine, grad je odmah dobio status Große Kreisstadt. Pored toga, Lahr u poslovima uprave surađuje s gradom Kippenheimom.

## Zemljopis
Lahr se nalazi na zapadnom rubu Schwarzwalda gdje se dolina Schutter s istoka spaja s ravnicama Gornje Rajne. Schutter ulazi u grad s jugoistoka i teče u smjeru sjeverozapada prvo kroz općine Reichenbach i Kuhbach, a zatim kroz Lahr gdje se Altstadt (povijesno središte grada) nalazi na desnoj obali rijeke. Zatim prelazi gradsku četvrt Dinglingen gdje se savija prema sjeveru, dok konačno ne napušta grad nakon što pređe gradsku četvrt Hugsweier. Kanal za pomoć u hitnim slučajevima u vrijeme poplave odvaja se od Schuttera nedaleko od Dinglingena.
Grad Lahr čine sam Lahr i nekada neovisne zajednice Burgheim (spojen s Lahrom 1899.) i Dinglingen (spojen 1933.). Burgheim i Dinglingen stopili su se s Lahrom i u geografskom smislu. Tijekom posljednje velike reforme okruga u Baden-Württembergu 1970-ih Hugsweier, Kippenheimweiler, Kuhbach, Langenwinkel, Mietersheim, Reichenbach i Sulz pridružili su se Lahru kao nove gradske četvrti.
Nekoliko općina uključuje dodatna, geografski različita naselja ili četvrti koja imaju ili vlastitu dugu povijestj, ali s površinskim granicama koje nisu službeno definirane. Većina ovih naselja ima malobrojno stanovništvo, a neka su se od tada također spojila sa svojim naseljima u geografskom smislu.
Konkretno, Brudertal je dio četvrti Kuhbach; Galgenberg, Schutterlindenhof i Waldfrieden dio su Lahra; Eichberg, Gereut, Giesenhof, Langeck, Poche i Schindelhöfe dio su gradske četvrti Reichenbach; a Dammenmühle, Ernethof, Hohberg i Langenhard dio su gradske četvrti Sulz.

### Susjedne zajednice
Sljedeći gradovi dijele granicu s Lahrom. Navedeni su u smjeru kazaljke na satu počevši od sjevera: Friesenheim, Seelbach, Kippenheim, Kappel-Grafenhausen i Schwanau.

## Klima
Klima na ovom području ima blage razlike između najnižih i najnižih temperatura, a kiše ima tijekom cijele godine. Podvrsta Köppenove klimatske klasifikacije za ovu klimu je "Cfb" (Umjereno topla vlažna klima s toplim ljetom). Međutim, blizu je klasifikacije "vlažna suptropska klima" zbog srednjih temperatura u srpnju i kolovozu nešto ispod 22 °C što ovom području donosi tipove mediteranske mikroklime.

## Povijest
Naselje je nastalo oko utvrde Storchenturm, u vlasništvu obitelji Geroldseck, a dobilo je status grada 1278.g., koji je obnovljen 1377.g., te gradu jamčila lokalnu samostalnost unutar Svetog RImskog Carstva.

## Uprava
U vezi s reformom okruga 1970-ih, općinski zakoni Baden-Württemberga izmijenjeni su i dopunjeni kako bi se u određena općina uvela gradska vijeća. Stanovnici takvih općina biraju svoje vijeće općina na svim općinskim izborima i vijeće općine mora se konzultirati o svim pitanjima od značaja za dotičnu općinu. Predsjednik općine također predsjedava vijećem općine. U Lahru općine Hugsweier, Kippenheimweiler, Kughbach, Langenwinkel, Mietersheim, Reichenbach i Sulz imaju vijeća općina.

### Gradonačelnik
U početku su na čelu Lahra bila četiri člana vijeća, koja su nazivana "četvorkom". Od 1377. vijeće se sastojalo od 12 "prijatelja vijeća", od kojih su se četiri smatrala gradonačelnicima. Uz to, postojao je izvršitelj i kraljevski zagovornik koji je olakšao stvari između grada i vladajućih kuća. Od 19. stoljeća nadalje postojao je samo jedan gradonačelnik i vijeće s 11 članova. Trenutno gradonačelnika biraju građani grada na mandat od osam godina, a ujedno je i predsjednik gradskog vijeća. Njegovi stalni zamjenici gradonačelnika su "Prvi vijećnik" i "Drugi vijećnik".

#### Gradonačelnici od 1803. godine
| Period        | Gradonačelnik    |
| ------------- | ---------------- |
| 1889. – 1899. | Gustav Schlusser |
| 1899. – 1928. | Gustav Altfelix  |
| 1928. – 1929. | Rudolf Binz      |
| 1929. – 1933. | Heinrich Wolters |
| 1933. – 1945. | Karl Winter      |

| Period        | Gradonačelnik          |
| ------------- | ---------------------- |
| 1945. – 1952. | Paul Waeldin           |
| 1952. – 1961. | Heinrich Friedrich     |
| 1961. – 1981. | Philipp Brucker        |
| 1981. – 1997. | Werner Dietz           |
| 1997. – 2020. | Dr. Wolfgang G. Müller |
| 2020.-danas   | Markus Ibert           |

## Grb
Grb grada Lahra ima podijeljeni štit. S lijeve strane prikazan je crveni snop na zlatnoj pozadini, a s desne srebrni zid na plavoj podlozi. Zid ima tri merlona, otvorena vrata i portcullis koji je povučen do pola. Boje grada su plava i bijela. Simbol na grbu koristio se u službenim pečatima najmanje od 1305. godine. Potječe s grba kuće Geroldseck, osnivača grada, i uključivao je tada uobičajeni simbol za gradove, zid. Zid je u petnaestom stoljeću zamijenjen parapetom. Između 1898. i 1958. grb je prikazivao samo parapet s glavom anđela koji je držao štit. Ova je verzija bila poznata od 18. stoljeća, ali grad se vratio u izvornu verziju 1958. godine.

## Poznate osobe
U Lahru je 13. kolovoza 1902.g. rođen Felix Wankel, izumitelj posebnog tipa motora s unutarnjim izgaranjem (Wankelov motor)